# Grillby
Grillby är en tätort i Enköpings kommun, ungefär 12 kilometer öster om Enköping. Orten ligger i anslutning till E 18.
I Grillby finns en mataffär, Pinos värdshus och en pizzeria. I före detta stationshuset finns även en byggnadsvårdsbutik och möbeltapetserare.

## Historia
Grillby anlades 1875 som ett stationssamhälle vid Stockholm-Västerås-Bergslagens Järnvägar. Här fanns tidigare Grillby metallfabrik, en möbelfabrik och ett mejeri.
Grillby var och är beläget i Villberga socken och ingick efter kommunreformen 1862 i Villberga landskommun. I denna inrättades för orten 30 maj 1919 Grillby municipalsamhälle vilket upplöstes 31 december 1951 samtidigt som landskommunen och orten uppgick i Norra Trögds landskommun.

### Befolkningsutveckling
| Befolkningsutvecklingen i Grillby 1950–2020 | Befolkningsutvecklingen i Grillby 1950–2020 | Befolkningsutvecklingen i Grillby 1950–2020 | Befolkningsutvecklingen i Grillby 1950–2020 | Befolkningsutvecklingen i Grillby 1950–2020 |
| ------------------------------------------- | ------------------------------------------- | ------------------------------------------- | ------------------------------------------- | ------------------------------------------- |
|                                             |                                             |                                             |                                             |                                             |
| År                                          |                                             |                                             | Folkmängd                                   | Areal (ha)                                  |
| 1950                                        | 1950                                        |                                             | 393                                         |                                             |
| 1960                                        | 1960                                        |                                             | 570                                         |                                             |
| 1965                                        | 1965                                        |                                             | 625                                         |                                             |
| 1970                                        | 1970                                        |                                             | 650                                         |                                             |
| 1975                                        | 1975                                        |                                             | 747                                         |                                             |
| 1980                                        | 1980                                        |                                             | 781                                         |                                             |
| 1990                                        | 1990                                        |                                             | 859                                         | 79                                          |
| 1995                                        | 1995                                        |                                             | 924                                         | 80                                          |
| 2000                                        | 2000                                        |                                             | 925                                         | 80                                          |
| 2005                                        | 2005                                        |                                             | 1 001                                       | 85                                          |
| 2010                                        | 2010                                        |                                             | 972                                         | 85                                          |
| 2015                                        | 2015                                        |                                             | 1 028                                       | 112                                         |
| 2020                                        | 2020                                        |                                             | 1 109                                       | 119                                         |
|                                             |                                             |                                             |                                             |                                             |

## Samhället
Uplands enskilda bank öppnade ett kontor i Grillby den 10 oktober 1906. Uplandsbanken fanns därefter kvar i Grillby in på 1980-talet. Grillby hade även ett kontor tillhörande Sparbanken i Enköping. Sparbankskontoret stängde den 1 januari 2002.

## Utbildning
Grillbyskolan har förskola och grundskola till åk 6 samt fritidshem. Därutöver finns fristående förskola. Villberga församling har en öppen förskola, flera olika barn- och ungdomsverksamheter och körer.
På Grillbyskolan finns inget bibliotek öppet för allmänheten längre.

## Idrottsföreningar
Det finns tre större idrottsverksamheter, IK Nordia, Lokomotiv Grillby och IBF Grillby. IK Nordia står för all idrott såsom fotboll (seniorlag i division 6), handboll, tennis med mera.  Grillby IBF (seniorlag i division 4) spelar endast innebandy.